# Acordulecera luridinotum
Acordulecera luridinotum – gatunek błonkówki z rodziny Pergidae.

## Taksonomia
Gatunek ten został opisany w 1919 roku przez Günthera Enderleina jako Acordulocera luridinotum. Jako miejsce typowe podano brazylijski stan Santa Catarina. Holotyp (samica) prawdopodobnie zaginął, wg. autora opisu gatunku znajdował się on w Stettiner Zoologisches Museum w Szczecinie. 

## Zasięg występowania
Ameryka Południowa, notowany jedynie w stanie Santa Catarina w płd. Brazylii.